# Dragonball Evolution
Dragonball Evolution è un film del 2009 diretto da James Wong.
È la terza trasposizione live action del celebre manga e anime Dragon Ball di Akira Toriyama, dopo Dragon Ball, del 1990, e Dragon Ball - Il film, del 1991. La produzione del film iniziò già nel 2002 venendo rilasciato dalla 20th Century Fox. Il film ha debuttato in anteprima in Giappone e in altri paesi asiatici il 13 marzo 2009, mentre nelle sale cinematografiche statunitensi ed italiane il 10 aprile dello stesso anno.
Il film fu un clamoroso flop sia dal punto di vista commerciale che da parte della critica. Critici e fan di Dragon Ball hanno criticato principalmente la sceneggiatura e il cast così come la pochissima fedeltà al materiale di origine. Incassò solo 9.4 milioni di dollari in Nord America e complessivamente 56.5 milioni nel mondo di fronte ad un budget di 30 milioni. Il film era stato concepito per essere il primo capitolo di una serie ma dopo il suo fallimento vennero cancellati tutti i progetti degli eventuali seguiti programmati. Viene spesso citato come uno dei peggiori film di tutti i tempi ed è stato accusato di whitewashing e di aver avuto un impatto negativo significativo su tutti i futuri progetti di adattamento cinematografici di manga e anime a causa della scelta del cast, per la poca fedeltà al materiale originale e per lo scarso successo al botteghino e di critica.

## Trama
Circa duemila anni fa, il malvagio namecciano signore della guerra Lord Piccolo discese sulla Terra durante un'eclisse solare e tentò di distruggere il mondo con l'aiuto del suo discepolo, Oozaru. Un gruppo di monaci utilizzò la Mafuuba, una tecnica che richiede il sacrificio di chi la usa, per imprigionare Piccolo. Da quel giorno anche l'Oozaru scomparve dalla Terra.
Un liceale di nome Goku vive con il nonno Gohan col quale si allena segretamente alle arti marziali. È il suo diciottesimo compleanno e riceve dal nonno la sfera del drago con quattro stelle. Il nonno spiega a Goku che le sfere sono sette e raccolte insieme consentono al possessore di evocare il drago Shenron che esaudirà un desiderio della persona che lo ha evocato. Gohan promette a Goku di spiegargli tutto questo durante la cena di compleanno, ma il ragazzo si reca alla festa di Chichi, la ragazza più popolare della scuola.
Chichi scopre che Goku è in grado di utilizzare la sua energia interiore, il Ki, e una volta conosciuto decide di invitarlo a un party che avrebbe tenuto la sera stessa; in quanto essendo anche lei un'esperta di arti marziali, sente un'attrazione nei riguardi di Goku. In tale circostanza Goku ha modo di dimostrare le sue qualità di combattente, riuscendo a contrastare un gruppo di bulli della scuola che erano soliti prenderlo di mira, senza nemmeno toccarli, perché per sua stessa affermazione ha promesso di non combattere. Tornato a casa, Goku trova il nonno morente (in quanto attaccato poco prima da Lord Piccolo) e su sua stessa indicazione si mette alla ricerca del Maestro Muten, anch'egli praticante di arti marziali, che si trova nella città di Paozu.
Goku farà la conoscenza di Bulma, che inizialmente crederà che sia stato Goku a sottrarle la sfera con cinque stelle che cercava. I due si dirigono quindi a Paozu ed entrano nell'appartamento di Muten. Il maestro crede che Goku sia un ladro e lo attacca, ma il ragazzo riesce a resistere. Dopo aver scoperto il malinteso, Goku informa Muten di quanto detto dal nonno, su Piccolo, le sfere e sul destino dell'umanità. Intanto Piccolo e Mai, la sua assistente, continuano la ricerca delle sfere. Muten porta i due ragazzi al Tempio di Pietra del maestro Sifu Norris, che con grande sorpresa è diventato una scuola di arti marziali. Qui Goku trova Chichi ad allenarsi.
La ragazza mostra subito le sue abilità e invita Goku a partecipare a un'imminente competizione, il Torneo Tenkaichi. Nel frattempo, Muten, con l'aiuto di Sifu Norris e i monaci, forgiano un nuovo contenitore con cui imprigionare Piccolo tramite la Mafuuba. I tre riprendono il cammino e si imbattono in Yamcha, un bandito del deserto, che intrappola i tre in una buca. Durante la notte, Muten racconta a Bulma e Goku la leggenda delle sette sfere. Successivamente riescono a uscire dalla buca e a raggiungere anche una nuova sfera del Drago, non prima di aver sconfitto i tirapiedi di Piccolo, nati utilizzando il suo sangue, che Goku utilizzerà come "ponte" per raggiungere la sfera. Goku raggiunge quindi Chichi al Torneo Tenkaichi, dove, durante un duello, viene ferita da Mai, che subito dopo si ritira.
Qui, Goku viene allenato da Muten, il quale gli insegna a padroneggiare il suo Ki. Ma sarà proprio grazie a Chichi che Goku capirà come esternare il suo Ki.
Durante la notte, Mai, che aveva preso le sembianze di Chichi utilizzando il suo sangue, ruba le sfere raccolte. Così, Piccolo si reca a esaudire il desiderio, ma interviene Goku, che decide di ucciderlo. Quest'ultimo rivela a Goku che lui è in realtà Oozaru, e l'imminente trasformazione si svolgerà dopo l'eclissi.
Dopo aver acquisito tutte e sette le Sfere del Drago, Piccolo arriva al Tempio del Drago e inizia a intonare il canto rituale per evocare Shenron , ma viene fermato dall'arrivo tempestivo della squadra di Goku. Durante la battaglia che ne segue, Piccolo rivela a Goku che il ragazzo non è altri che Oozaru stesso, spiegandogli come ciò sia possibile in passato quando il suo maestro venne imprigionato i poteri di Oozaru diminuirono al punto da far regredire il demone in una forma innocua ovvero quella di un bambino che finì col viaggiare su una meteora che inseguito si schiantò sul pianeta e fu trovato inseguito da Gohan che lo allevò crescendolo come proprio nipote. I poteri di Oozaru sarebbero rimasti latenti fino al suo diciottesimo compleanno per poi risvegliarsi durante la futura eclissi. Mentre l'eclissi solare trasforma Goku in Oozaru, Muten tenta di usare il Mafuuba su Piccolo, ma non ha abbastanza energia per imprigionarlo. Oozaru soffoca a morte Muten, ma le sue ultime parole consentono a Goku di reagire a Oozaru poiché Muten supplica Goku di non lasciare al demone di distruggere ciò che è davvero ovvero la sua parte umana. Le parole di Muten e i ricordi di Gohan e Chichi e tutto ciò che gli hanno insegnato fanno sì che Goku torni in sè facendolo tornare umano. Dopo essere tornato normale, Goku ingaggia contro Piccolo la battaglia finale e durante lo scontro Goku realizza che per essere tuttuno con se stesso deve accettare anche la sua parte demoniaca. Compreso ciò domina il suo lato demoniaco e attingendo ai poteri di Oozaru sprigiona la sua aura e scaglia contro Piccolo la Kamehameha sconfiggendo Piccolo. In seguito Goku decide di usare le Sfere del Drago per evocare Shenron, che su richiesta del giovane riporta in vita Muten. Mentre il gruppo festeggia, Bulma dichiara che le Sfere del Drago si sono disperse e che devono cercarle di nuovo. Prima di uscire, Goku incontra Chichi e si scusa per averla fatta perdere i sensi, e iniziano uno sparring match.
In una scena dei titoli di coda , Piccolo si rivela vivo e curato da una donna.

## Personaggi
- Goku è considerato impopolare a scuola, ma è in realtà un lottatore di arti marziali estremamente talentuoso, che riceve una rigorosa istruzione da suo nonno Gohan. Dopo la morte del nonno per mano del perfido Lord Piccolo, Goku scopre il suo destino nella richiesta fatta dal nonno sul letto di morte: trovare il Maestro Muten e raccogliere tutte e sette le sfere del drago (una è già in suo possesso), così da impedire a Piccolo di usare le sfere per esprimere il desiderio di dominare il mondo. Scoprirà successivamente di essere il temibile Oozaru, schiavo distruttore di Piccolo.
- Maestro Muten è il maestro di arti marziali che ha allenato Gohan, il nonno di Goku. Aiuterà quest'ultimo nella ricerca delle sfere magiche e nella battaglia contro Piccolo utilizzando il Mafuuba, tecnica che può uccidere chi la usa a causa del grande dispendio di energie che richiede.
- Bulma è una giovane scienziata che aiuterà Goku alla ricerca delle sfere magiche. Dotata di grande intelligenza, sarà di grande aiuto col Dragon Radar da lei costruito, in grado di localizzarle.
- Lord Piccolo è un temibile guerriero alieno originario di un pianeta sconosciuto (almeno nel film, anche se si fa riferimento ai "namecciani", alla cui specie viene rivelato appartenere nel romanzo del film). Dopo aver ucciso il nonno di Goku andrà alla ricerca delle sfere, ma durante il cammino incontrerà Goku e i suoi amici.
- Yamcha è un giovane ladro che incontrerà Goku mentre questi è intento alla ricerca delle sfere. Inizialmente votato all'interesse personale, aiuterà gli altri senza chiedere nulla in cambio.
- Chichi è l'amore segreto di Goku. Famosa a scuola, è un'abilissima guerriera nella vita privata. Aiuterà Goku nella sua missione e infine si innamorerà di lui. Nel romanzo Dragonball Evolution ha anche un cognome, McRoberts, mai citato nel film.
- Mai è la servitrice di Piccolo. Cercherà in tutti i modi di fermare Goku nella ricerca delle sette sfere.
- Gohan è il nonno adottivo di Goku. Dopo aver trovato il piccolo lo alleva come suo, insegnandogli le arti marziali, il controllo del Ki e soprattutto la nobiltà d'animo. Verrà ucciso da Piccolo.

## Produzione

### Sviluppo
Sin dal 1995 l'attore e artista marziale Jackie Chan, grande fan della serie, si dichiarò interessato alla realizzazione di un film live action basato su Dragon Ball, ma disse che il progetto avrebbe richiesto un grande quantitativo di effetti speciali e un budget enorme. Quando successivamente il creatore di Dragon Ball Akira Toriyama venne intervistato nel 2013 in merito al cast del film e in particolare della difficoltà di scegliere un attore per la parte di Son Goku, Toriyama parlò del progetto di Jackie Chan degli anni Novanta e affermò che "nessun altro avrebbe potuto interpretarlo oltre a lui".
Dopo che molti progetti vennero annullati e/o rinviati più volte, sorse il dubbio circa un effettivo sviluppo finché nel marzo del 2002, la 20th Century Fox acquisì i diritti cinematografici del franchise Dragon Ball (della durata di 12 anni, con scadenza nel 2014), con l'intenzione di svilupparne un lungometraggio. Nel giugno 2004, lo sceneggiatore Ben Ramsey (Il grande colpo) fu stipendiato di 500.000 $ per stendere uno script. Nel 2007, al progetto furono assegnati James Wong e Stephen Chow, rispettivamente come regista e produttore; a Wong, fu anche dato il compito di riscrivere la sceneggiatura. Verso il 2008 fu confermato che il film si sarebbe incentrato sull'arco del Grande Mago Piccolo, con Goku e Piccolo protagonisti. Il budget del film è di 30 milioni di dollari, cifra ufficializzata dall'attore che interpretò Piccolo, James Marsters, durante un incontro con i fan.

### Sceneggiatura
La trama del film si basa molto liberamente sulla prima serie di Dragon Ball: vediamo l'incontro tra Bulma e Goku, l'incontro con Yamcha nel deserto e gli insegnamenti del Maestro Muten. Il nemico principale del film è invece il Grande Mago Piccolo affiancato da Mai che per nome e aspetto è riconducibile a uno dei due aiutanti del primo nemico di Goku nonché colui che provoca nella serie animata e nel manga il risveglio del Grande Mago Piccolo, Pilaf.
Akira Toriyama sembra avere lavorato alla sceneggiatura del film, insieme al regista James Wong e Ben Ramsey, cambiando vari particolari dal manga che lo ha reso celebre. Ma sembra che i suoi suggerimenti siano stati rifiutati e così, dopo aver visto il progetto concluso, si è allontanato da esso rifiutandolo e bocciandolo.
Qualche anno dopo, inoltre, lo sceneggiatore Ben Ramsey ha dichiarato che non avesse la benché minima idea di cosa parlasse la storia di Dragon Ball e che abbia realizzato la sceneggiatura basandosi su ciò che lui pensava Dragon Ball parlasse.

### Cast
Per la parte di Piccolo, è stato inizialmente considerato Ron Perlman, ma l'attore ha declinato l'offerta per dedicarsi a Hellboy II: The Golden Army. I primi attori a far parte del cast sono stati Justin Chatwin e James Marsters, assunti il 15 novembre 2007, nei rispettivi ruoli di Goku e Lord Piccolo.
Il 6 dicembre è stata invece assunta l'attrice e modella coreana-statunitense Jamie Chung. James Kyson Lee è stato il primo attore a presentarsi alle audizioni per interpretare Yamcha, ma è stato tenuto in attesa sino alla conferma di Joon Park per la parte. A metà dicembre 2007 furono pubblicate alcune foto del set ultimato con gli attori in costume; inoltre fu ultimato il cast artistico con l'attrice Emmy Rossum, la popstar sud coreana Joon Park e gli attori Eriko Tamura e Chow Yun-Fat.

### Riprese
Il 1º settembre 2007, la Montréal Gazette pubblicò un articolo riguardante la lavorazione, secondo cui sarebbe iniziata a novembre nei pressi di Montréal in Canada. Due giorni più tardi, fu annunciato che le riprese sarebbero state oggetto di posticipo, poiché le location, il casting e altri progetti adempienti il film non erano stati ultimati, od addirittura neanche cominciati. La lavorazione è partita ufficialmente nel dicembre 2007 a Città del Messico; le location hanno incluso la Universidad Tecnológica de México.
Dal 2 gennaio 2008, la troupe si è spostata nello Stato di Durango ove è stato ultimato il set; a inizio marzo le riprese si sono spostate nello stato federale del Messico per filmare le ambientazioni del vulcano Nevado de Toluca. Gli ultimi scenari sono stati filmati ai Los Angeles Studios. Una larga parte di Dragonball è stata girata in una fabbrica abbandonata, situata nei pressi di Durango. Durante la metà di ottobre è stato annunciato che a partire dal 30 del mese per una decina di giorni è stato programmato un re-shooting a cui è stata richiesta la presenza di molti figuranti parlanti il nepalese o il tibetano.

### Effetti speciali
Gli effetti speciali sono stati curati dalle società Amalgamated Dynamics e Ollin Studios; le case hanno confermato la presenza di varie caratteristiche dell'anime, quali le aure di energia, le onde energetiche. Per ricreare l'estetica dell'antagonista Piccolo, la casa Ed French ha sviluppato uno speciale make-up aderente alla pelle.
L'attore James Marsters, alla prima seduta di trucco è stato in balia del make-up per diciassette ore, e alla fine aveva problemi a respirare. Alle successive sedute, il composto è stato modificato, e per l'effettivo fissaggio ci sono volute 4 ore.

## Colonna sonora
Il regista ha richiesto espressamente la celebre artista giapponese Ayumi Hamasaki per interpretare la canzone ufficiale che fa da traino al film: si intitola Rule scritta ed interpretata dalla Hamasaki stessa.
Inoltre, per la promozione di questo singolo è stato coinvolto anche Akira Toriyama, il quale ha disegnato l'etichetta del CD in stile manga, dove la cantante appare nei panni di Goku.
La 20th Century Fox, inoltre, ha utilizzato la canzone in circa 60 paesi, quelli cioè in cui il film è stato distribuito. Le musiche del film sono state realizzate dal compositore Brian Tyler.

## Distribuzione
(Tagline del film)
Il film era inizialmente programmato per uscire nelle sale mondiali il 15 agosto 2008, ma nel marzo 2008 è stato annunciato il rinvio al 3 aprile 2009, poi successivamente è stato posticipato all'8 aprile 2009 e infine, il 27 marzo 2009, la Fox ha posticipato nuovamente la pellicola al 10 aprile 2009. I vari posticipi sono stati chiariti come una strategia commerciale, in quanto, nell'agosto 2008, sono infatti usciti film come The International, Star Wars: The Clone Wars e Wild Child; pellicole che avrebbero compromesso il risultato del film al botteghino.
Il film era inizialmente stato pensato come una trasposizione di Dragon Ball Z e per questo fu titolato omonimamente. Nel 2007 venne rinominato Dragonball, e poi, nel dicembre 2008, con il lancio del trailer internazionale, venne confermato come titolo finale Dragonball Evolution. Questo fu spiegato come una decisione intenzionata a far capire ai fan che il film sarebbe stato molto distaccato dal manga.
In Italia il film è uscito nelle sale il 10 aprile 2009, in contemporanea con gli Stati Uniti. Il 26 agosto 2009, il film è stato distribuito in home video (il DVD e Blu-ray Disc), cosa accaduta il 31 agosto in Gran Bretagna, il 7 ottobre in Brasile, il 23 ottobre in Germania, il 28 ottobre in Francia e il 4 novembre in Spagna. Negli Stati Uniti (e America Latina) è uscito il 28 luglio, mentre in oriente il 24 luglio 2009.

## Accoglienza

### Incassi
Dragonball Evolution è uscito il 13 marzo 2009 in Asia distribuito in 2.118 cinema, risultando in testa ai botteghini locali. Il 10 aprile è uscito negli Stati Uniti, incassando $4.756.488 in 2181 cinema e posizionandosi all'ottavo posto in classifica; in Italia è uscito il medesimo giorno, arrivando al terzo posto con €927.448 incassati nel week-end
Il film ha raggiunto un incasso totale di $58.228.460 nei botteghini di tutto il mondo, arrivando al 90º posto nella classifica dei film più visti del 2009. Gli incassi relativi ai DVD venduti solo negli Stati Uniti, sono $6.392.698. Quindi il film ha incassato in totale $64.621.158 (anche se la cifra oscillerebbe tra i 70 e i 90 milioni di dollari tra boxoffice, home video, merchandise, diritti TV comprendendo anche l'intero budget speso per la realizzazione del film).

### Critica
Il film è stato un insuccesso tra il pubblico; molti fan ne sono rimasti delusi e lo stesso vale per i critici, tra questi:
- Zac Bertschy di Anime News Network:[36][37]

- Badtaste.it:[38]

- Diego Altobelli di FilmUP.it:[39]

- Andrea Fornasiero di Filmtv.it:[40]

- Cineblog.it:[41]

- Gabriele Niola di MyMovies.it:[42]

Sul sito Rotten Tomatoes il film ha totalizzato il 15% di recensioni positive; su Internet Movie Database è arrivato a una media del voto di 2,5 su 10 (facendo la media su 77.792 votazioni date dagli utenti del sito).
Nel 2010, il film è stato classificato al 32º posto nella classifica dei 50 film più razzisti della storia del cinema.

### Responso dei realizzatori
Prima del rilascio della pellicola, il creatore di Dragon Ball, Akira Toriyama si dichiarò sorpreso dalla visione di Dragonball: Evolution e consigliò ai fan di vedere il film come una versione alternativa dell'universo da lui creato e non una sua trasposizione diretta. Intervistato nel 2013 dalla testata Asahi Shimbun, Toriyama rivelò che la sceneggiatura non catturava lo spirito della serie definendolo "blando" e non interessante, che avvertì gli autori in merito e consigliò diverse modifiche ma che i produttori non gli diedero ascolto, concludendo "È esattamente come mi aspettavo, il risultato è un film che non posso chiamare Dragon Ball".

Sempre Nel 2013, in occasione dell'uscita del film animato Dragon Ball Z - La battaglia degli dei in Giappone, Akira Toriyama ha espresso il suo disappunto sul live-action hollywoodiano:
Nel 2016, lo sceneggiatore Ben Ramsey si scusò pubblicamente per il film, scrivendo:
Alla morte di Akira Toriyama avvenuta il primo marzo del 2024, Justin Chatwin fece le sue condoglianze all'autore sui social media scusandosi per la realizzazione del film.

## Riconoscimenti
Dragonball Evolution è stato candidato agli Scream Awards 2009 nella sezione Best Comic Book Movie 2009, premio vinto da Watchmen.

## Merchandising
La 20th Century Fox ha lanciato sul mercato il gioco di addestramento Kamehameha per i browser Wii e PC per promuovere il film, Dragonball Evolution. I giocatori devono centrare bersagli in una corsa contro il tempo per accumulare energia Ki, la quale a sua volta deve essere controllata al più potente livello di Kamehameha. Al termine dei tre livelli, i giocatori possono presentare il proprio punteggio e scoprire i propri poteri.
Secondo il sito Youtoo Videogames, l'uscita del videogioco di Dragonball Evolution era prevista anche per le console PSP italiane, il 26 marzo 2009. In realtà, il videogioco è uscito una settimana dopo l'uscita del film, cioè il 17 aprile 2009.
Il 24 febbraio è uscito, invece, un libro per ragazzi di 152 pagine scritto da Stacia Deutsh e Rhody Cohon dal titolo Dragon Ball Evolution che di fatto è un'anticipazione del film: tra il romanzo e il film ci sono molti cambiamenti. Sono poi usciti 3 brevi racconti per bambini, di 64 pagine ciascuno, che raccontano in lingua infantile la storia di Goku e compagni.

## Sequel
Al momento del suo rilascio, erano già in corso progetti per almeno un seguito di Dragonball Evolution. In una intervista del 2009 con IGN, James Marsters, che aveva interpretato il ruolo di Lord Piccolo, disse di aver già firmato un contratto per i primi tre seguiti e parlò del proprio interesse di apparire perlomeno nei primi sette pianificati affermando che il suo personaggio "sarebbe divenuto più interessante solo a partire dal secondo capitolo". Justin Chatwin affermò che i successivi film avrebbero attinto maggiormente da elementi tratti dal franchise di Dragon Ball Z, che avrebbero riguardato maggiormente un approfondimento sulle sue origini da Saiyan e sulle apparizioni dei personaggi di Gohan e Vegeta. La sceneggiatura di un sequel era stata già completata prima del rilascio di Dragonball Evolution e Marsters disse che avrebbe ripreso il suo ruolo per tutti i seguiti, e che i successivi film avrebbero coperto tutto l'arco narrativo di Dragon Ball Z riprendendo anche la reincarnazione di Piccolo e la sua redenzione. Chatwin e Chung espressero inoltre l'intenzione di presentare nel primo seguito il personaggio di Crilin, miglior amico di Goku. Nonostante ciò il grande insuccesso commerciale e le critiche sfavorevoli portarono alla cancellazione di tutti i seguiti pianificati.